# Karacabey Belediyespor
Karacabey Birlikspor ist ein türkischer Fußballverein aus der Stadt Karacabey, aus dem gleichnamigen Landkreis der Provinz Bursa. Der Verein hieß bis zum Sommer 2016 noch Bursa Nilüferspor und war in Nilüfer, einem Stadtteil von Bursa beheimatet.

## Geschichte

### Gründung
Der Verein wurde ursprünglich im Jahr 1999 als Nilüfer Belediyespor gegründet, bevor sich die Fußballabteilung im Jahr 2008 von ihr trennte und sich Bursa Nilüferspor genannt hat. Seit der Saison 2005/2006 spielen sie in der TFF 3. Lig, der vierten Liga (von 2005 bis 2008 als Nilüfer Belediyespor, seit 2008 als Bursa Nilüferspor). Der Verein erhält Unterstützung von Fans aus dem sehr viel größeren Verein Bursaspor.

### Verkauf und Umbenennung
Der Verein, der bis zum Sommer 2016 noch Bursa Nilüferspor hieß und in Nilüfer, einem Stadtteil von Bursa beheimatet war, wurde zur Saison 2016/17 an einen neuen Investor verkauft. Dieser nannte den Klub in Karacabey Birlik Spor Kulübü bzw. in der Kurzfassung Karacabey Birlikspor um (zu deutsch: Karacabey Vereinigung Sport Klub) und verlagerte den Vereinssitz auch in die Stadt Karacabey, aus dem gleichnamigen Landkreis der Provinz Bursa.

## Ehemalige Trainer (Auswahl)
- Ergin Işık

## Ehemalige Präsidenten (Auswahl)
- Zafer Ataygül